# Thomas Nagel
Thomas Nagel (* 4. červenec 1937, Bělehrad) je jugoslávsko-americký filozof židovského původu, profesor na New York University. Vystudoval filozofii na Oxfordu a Harvardu, kde byl žákem Johna Rawlse. Zabývá se především filozofií mysli, politickou filozofií a etikou. V oblasti filozofie mysli je znám svou polemikou s neodarwinistickým redukcionismem (zejm. kniha Mind and Cosmos). Proti darwinistickým koncepcím hájí i náboženství, ač je sám ateistou. V oblasti politické filozofie je nejznámější jeho kniha The Possibility of Altruism z roku 1970. V oblasti etiky zastává deontologické postoje. Roku 2008 získal Cenu Rolfa Schocka za filozofii.